# Piz Palü
Le piz Palü est un sommet des Alpes, à 3 899 m, dans la chaîne de la Bernina, à cheval entre l'Italie (Lombardie) et la Suisse (canton des Grisons). Sa voie d'accès qui est classée peu difficile se fait par le refuge Diavolezza (2 972 m).

## Géographie

### Situation
Le groupe montagneux du Palü se trouve environ à 13 km au sud-est de Pontresina. La frontière entre l'Italie et la Suisse passe du Bellavista au piz Spinas par l'arête qui les relie puis va en direction du sommet principal jusqu'à 3 898 m et « tombe » tout le long d'une arête rocheuse jusqu'au plateau du glacier Altipiano di Fellaria. De ce fait, le sommet principal se trouve intégralement en territoire suisse.

### Topographie
Le piz Palü est formé de trois pics de plus de 3 800 m de haut : le piz Palü-Ostgipfel (ou pic oriental, 3 882 m), le piz Palü-Hauptgipfel (ou pic principal, 3 899 m et le piz Spinas (3 823 m). Ils sont situés dans la chaîne de la Bernina, dans les Alpes orientales, entre le canton suisse des Grisons et la province italienne de Sondrio (Lombardie). À l'ouest il se finit par la Fuorcla Bellavista, un col qui sépare le Bellavista du piz Palü. Vers l'est et au sud, il « tombe » jusqu'au plateau du glacier de l'Altipiano di Fellaria. Au nord, le piz Palü descend jusqu'au glacier Pers qui s'unit en bas avec le glacier Morteratsch. Au nord-est, il est séparé par le Fuorcla Pers-Palü du piz Cambrena. Les trois sommets du piz Plaü sont séparés en trois piliers qui s'élevent au-dessus du glacier Pers.

### Géologie
La chaîne de la Bernina et le piz Palü se sont élevés lors de l'orogenèse alpine. À cet endroit deux plaques tectoniques sont en collision : la plaque eurasienne au nord et la plaque adriatique au sud. La chaîne de la Bernina se trouve au nord de la ligne insubrienne, c'est-à-dire qu'elle est du côté eurasien de la ligne de contact entre les deux plaques tectoniques. Cependant la collision de ces plaques est complexe et a formé des nappes. La plaque eurasienne se sépare en deux (croûte supérieure et croûte inférieure), la plaque adriatique passant entre les deux. Une nappe, telle la chaîne de la Bernina, est un fragment des morceaux de la plaque adriatique que la croute supérieure de la plaque eurasienne a arraché à celle-ci. La chaîne de la Bernina est donc constituée de roches de la plaque adriatique tout en étant sur la plaque eurasienne.
Les roches constituant le massif et le piz Palü sont des roches de la croûte et du manteau de la plaque adriatique. Le piz Palü est composé de diorite et de gabbros.

## Histoire

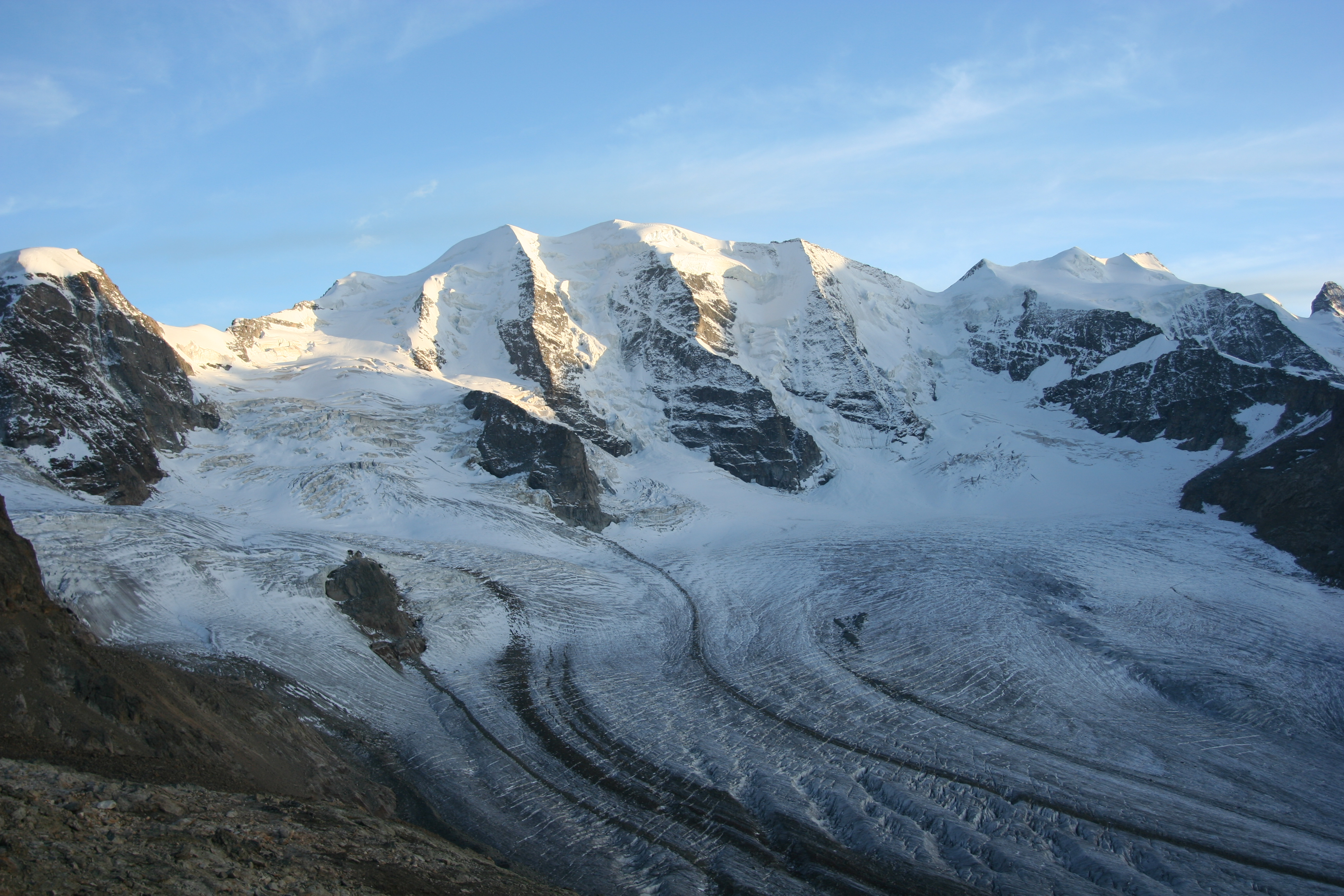
Les piz Palü avec le glacier Pers

La première ascension victorieuse du pic principal du piz Palü est l'œuvre de l'Anglais Kenelm Edward Digby accompagné du guide Peter Jenny et d'un porteur, en 1866. Avant cela, Oswald Heer, Peter Flury et Meuli avec les guides Johann Madutz et Gian Marchet Colani, atteignent le 12 août 1835 le pic oriental de la montagne. Le premier franchissement de l'arête sommitale est à mettre au compte des guides Hans et Christian Grass avec Albert Wachtler, Wallner et Georg le 22 juillet 1868.
Le 29 juin 1957, dix alpinistes italiens dévissent au piz Palü. On déplore neuf morts, l’une des victimes étant sauvée par les secours.

## Alpinisme
La voie normale du piz Palü part du refuge Diavolezza en direction du nord, contourne le piz Trovat puis va sur le glacier Pers. La montée se poursuit sur l'épaule de l'arête orientale et de là sur le tranchant exposé et raide qui mène vers le sommet oriental puis au sommet principal. Cependant l'itinéraire est peu exigeant mais il faut avoir un bon entraînement technique. Les débâcles au pied du piz Cambrena et les nombreuses crevasses du glacier font qu'il faut bien choisir son itinéraire, il faut avoir une certaine expérience alpine et un équipement de course de haute montagne. Jusqu'au sommet principal, la durée est estimée à quatre ou cinq heures minimum depuis Diavolezza.
Le piz Palü peut se faire à ski. Ils sont déchaussés, habituellement, à l'arête orientale où les alpinistes surmontent la dernière montée avec les crampons.
Alors qu'il est possible de rebrousser chemin, l'itinéraire de descente le plus fréquemment emprunté continue sur le piz Spinas, passe par le col de la Bellavista puis l'arête de la Fortezzagrat. Avec de bonnes conditions, les difficultés techniques à escalader la roche du piz Spinas et la Fortezzagrates ne dépassent pas le degré II de l'échelle UIAA. Si la neige est fraîche, il vaut mieux faire cette course avec un guide. Dans le final, il est possible soit de revenir au Diavolezza, soit de descendre jusqu'à la cabane de Boval.
Un second itinéraire peut être choisi après le franchissement du piz Spinnas et de la Fuercla Bellavista, on peut avancer sur la terrasse de Bellavista (3 700 m) jusqu'aux refuges Marco et Rosa, en Italie, qui sert de refuge pour le lendemain pour commencer l'ascension du piz Bernina. Les ascension par le sud sur le piz Palü sont plus simples et plus courtes mais sont moins populaires.
Les piz Palü peuvent se faire aussi par les piliers Nord mais sont réalisés par des alpinistes plus entrainés. L'itinéraire sur le pilier Nord du sommet principal est « verrouillé » en haut par le Nez de Glace, un mur avec des difficultés techniques de degré IV à l'échelle UIAA. Il est vaincue pour la première fois le 1er septembre 1887 par Hans Bumiller, Martin Schocher, Johann Gross et Christian Schnitzler. L'éperon est fréquemment nommé Erstbesteiger ou Bumillerpfeiler. Martin Schocher, Moritz von Küffner et Alexandre Burgener escaladent pour la première fois le pilier Nord du sommet oriental, un itinéraire avec des difficultés techniques allant jusqu'au IVe degré, le 22 août 1899. Il est appelé « pilier de Küffner ». Le troisième pilier, le Cresta Spinas mènant au sommet Spinas, est vaincu le 31 juillet 1899 par le Britannique J. T. Burton-Alexander accompagné des guides locaux Christian Zippert et Florian Gras (des difficultés allant jusqu'au V-).
En 2002, Toni Steurer et Walter Hölzler réalisent en 24 heures l'enchaînement des trois piliers Nord du piz Palü. L'ascension de ces piliers est devenue rare désormais en raison de leur dangerosité provoquée par des chutes de séracs et de roches.

## Tourisme
Le train Bernina Express relie Saint-Moritz au val Poschiavo et passe par le col de la Bernina avec une vue panoramique du sommet et de la chaîne de la Bernina dans son ensemble.
La descente des glaciers de Morteratsch et de Pers peut être entreprise depuis Diavolezza. Il s'agit d'une traversée classique dans cette région, non-technique, ne nécessitant pas l'usage des crampons, et permettant de découvrir les sommets de la Bernina ; elle dure quatre heures et franchit douze kilomètres de glaciers et de moraines. Cette randonnée part de Diavolezza, descend jusqu'au glacier Pers en passant par la moraine de ce dernier, puis se poursuit jusqu'au rocher de l'Isla Pers qui permet de rejoindre le glacier Morteratsch, au pied du piz Bernina. Cette voie passe ensuite la langue du glacier qui, par un itinéraire balisé et très fréquenté, rejoint la gare de Morteratsch. Il est conseillé de faire cette randonnée avec un guide de montagne.

Vue panoramique à 360° du piz Palü.